# Heliocopris solitarius
Heliocopris solitarius är en skalbaggsart som beskrevs av Hermann Julius Kolbe 1893. Heliocopris solitarius ingår i släktet Heliocopris och familjen bladhorningar. Inga underarter finns listade i Catalogue of Life.